# Vrhovec
Vrhovec is een plaats in de gemeente Vrbovec in de Kroatische provincie Zagreb. De plaats telt 145 inwoners (2001).